# Экономический кризис в СССР (1989—1991)
Экономический кризис в СССР произошёл в 1989—1991 годах на фоне Перестройки.
Впервые советское руководство официально констатировало экономический спад на заседании Политбюро ЦК КПСС в январе 1989 года. При этом ВВП и промышленное производство по итогам 1989 года все же показали незначительный рост, однако уже в следующем, 1990 году, началось обвальное падение как этих, так и других экономических показателей.
Некоторые предпосылки кризисных явлений и тенденции к экономическому спаду образовались до объявления Перестройки и лежали в основе политики, проводимой в СССР в «период застоя».

## Предыстория

### Экономика СССР до реформ периода Перестройки
Экономика СССР характеризовалась административно-командной системой организации, рационированием, регулированием производства, ограничением рыночных отношений. До реформ периода Перестройки в СССР признавалась только государственная («общенародная») собственность на средства производства (формально существовала и собственность колхозов и, с 1980-х годов, кооперативов, но она контролировалась государством); отрицание рынка (замещался государственным регулированием цен, которые являлись основой государственных стоимостных измерений, финансового учёта и планирования) и свободной конкуренции обосновывались тезисом о том, что они способствуют социальному неравенству.
Советская экономика имела высокий уровень милитаризации, монополизации и разрыва между уровнем экономического развития и уровнем благополучия граждан. Также, по мнению некоторых экспертов, советская экономика характеризовалась низкой производительностью труда, как рабочего, так и управленческого персонала в промышленности, в сельском хозяйстве и низкой эффективностью использования сырьевых ресурсов, хотя другие исследователи, наоборот, отмечали рост производительности труда в народном хозяйстве СССР, в том числе в сельском хозяйстве.

### Экономика СССР в 1980-х годах. Реформы Перестройки
Экономическому спаду конца 1980-х — начала 1990-х годов непосредственно предшествовало падение цен на нефть в 1986 году, снижение поступлений в бюджет в результате антиалкогольной кампании, расходы на войну в Афганистане.
19 ноября 1986 года был принят Закон СССР «Об индивидуальной трудовой деятельности», впервые узаконивший частную инициативу и предпринимательскую деятельность граждан в сфере производства товаров и услуг (наёмный труд всё ещё был запрещён).
13 января 1987 года вышел указ Президиума Верховного Совета СССР «О вопросах, связанных с созданием на территории СССР и деятельностью совместных предприятий, международных объединений и организаций с участием советских и иностранных организаций, фирм и органов управления».
Опубликованый указ допускал создание трёх видов смешанных предприятий — с участием капитала стран «народной демократии», стран третьего мира и капиталистических государств. Доля советского участия должна была быть не менее 50 процентов. Пропорционально этому предполагалось распределение мест в руководстве смешанных обществ и распределение прибыли.
Кризисным явлениям предшествовали и решения, принятые в рамках экономической реформы 1987 года. Ключевым документом реформы стал принятый тогда же «Закон о государственном предприятии (объединении)» от 30 июня 1987 года, предусматривавший значительное расширение прав предприятий и отменявший обязательность для предприятий спускаемых с верху пятилетних планов. Им, в частности, разрешалось вести самостоятельную экономическую деятельность после выполнения обязательного государственного заказа.
26 мая 1988 года был принят Закон СССР «О кооперации», разрешившего создание кооперативов, членам которых позволялась заниматься любой не запрещённой законодательством экономической деятельностью (в том числе торговой). Данный закон содержал положение, ставшее роковым для советской экономики: право создания кооперативов при государственных предприятиях. В условиях ослабления государственного контроля это привело к тому, что продукция предприятий через эти кооперативы начала "вымываться" из официального обращения на свободный рынок, в том числе за рубеж. В результате в госсекторе возник тотальный товарный дефицит, произошло обрушение плановых показателей. Также этим законом было положено начало легализации подпольных цехов и приватизации государственной собственности.
7 апреля 1989 года вышел указ Президиума Верховного совета СССР «Об аренде и арендных отношениях в СССР» и постановление Совета министров СССР «Об экономических и организационных основах арендных отношениях в СССР», закрепившее за представителями колхозов право создания арендных и подрядных коллективов и арендных экономических отношений в колхозах, использовать наёмный труд.
В марте 1990 года был принят Закон СССР «О собственности», легализовавшей частную собственность (в том числе в отношении средств производства), ранее не признававшуюся в связи с противоречием марксистко-ленинским принципам. 13 июня 1990 года Верховный совет СССР принял постановление «О концепции перехода к регулируемой рыночной экономике», которым переход к рынку был объявлен главной целью радикальной экономической реформы.
8 августа 1990 г. было принято постановление Совмина СССР «О мерах по созданию и развитию малых предприятий». В соответствии с ним (статья 2) малые предприятия наделялись специальным правовым статусом; их можно было создавать во всех отраслях народного хозяйства на основе любых форм собственности, включая смешанные.
Закон СССР «О кооперации» от 26 мая 1988 года запустил реорганизацию банковской системы СССР и союзных республик, разрешил создание коммерческих и кооперативных банков (в 1989 г. в СССР был зарегистрированы уставы 76 кооперативных банков, общее количество коммерческих и кооперативных банков в СССР на конец 1990 года составило 1357). С 1987 года началось активное привлечение в экономику иностранных инвестиций.
26 октября 1990 года президент СССР Михаил Горбачёв подписал указ «О введении коммерческого курса рубля к иностранным валютам и мерах по созданию общесоюзного валютного рынка», согласно которому с 1 ноября вводился коммерческий курс рубля в соотношении 1,8 руб. за $ 1.
2 апреля 1991 г. был принят Закон СССР «Об общих началах предпринимательства в СССР», которым планировалось создать экономические и правовые условия для развития в Союзе ССР частного предпринимательства; государство объявлялось гарантом соблюдения прав и законных интересов предпринимателя.

## Ход событий
В 1989 году в СССР замедляется и начинает сокращаться рост промышленного производства, возрастает дефицит госбюджета (в 1991 г. достиг 20-30 % от уровня ВВП), безработица (в 1990 г. — до 3,5 %, 1991 г. — до 4,2 %). В годы XII пятилетки (1986—1990) снижались темпы роста валового национального продукта, в 1990 г. рост сменился падением.
С 1985 по 1990 год общая прибыль предприятий увеличилась с 176 до 282 млрд руб., в 1,6 раза; прибыль, остающаяся в распоряжении предприятий, увеличилась с 56 до 166 млрд руб., почти в 3 раза, прибыль, перечисляемая в бюджет, сократилась с 120 до 116 млрд.
В январе 1989 г. «на начало текущего года свободные остатки средств фондов предприятий приблизились к 100 млрд руб.», государственный бюджет на 1989 г. был запланирован с дефицитом в 120 млрд руб., а сведён с дефицитом в 92 млрд руб.
С 1985 по 1990 гг. средняя месячная заработная плата в народном хозяйстве СССР растёт со 190 до 300 рублей в месяц (c 1975 по 1985 гг. она возросла со 150 до 190 рублей). В условиях фиксированных розничных цен на товары потребления и сокращения производства дешёвых товаров это привело к их практически полному исчезновению из магазинов — обостряется дефицит, поскольку объёмы производства товаров народного потребления де-факто не удовлетворяли объёму денежной массы. В течение 1989 года в союзных республиках начинают вводиться талоны на продукты питания, в 1989—1990 гг. впервые после Великой Отечественной войны в сотнях городов и посёлков СССР были введены продовольственные талоны и карточки. При этом значительная масса непродовольственных товаров фактически перестала попадать в официальную торговлю, поскольку она реализовывалась работниками сферы торговли через «фарцовщиков».
Деятельность создававшихся смешанных обществ ограничивалась главным образом экспортно-импортными операциями. Законодательство открывало новые возможности для криминальных элементов, позволяя им создавать фиктивные смешанные общества и через них не только вывозить половину прибыли за рубеж, но и класть её там на банковские счета.
Советские кооперативы, деятельность которых была предусмотрена с 1988 года, не имели возможности свободно закупать средства производства, поэтому деятельность большинства из них сводилась к спекуляции, а налоги на доходы частных предпринимателей, взимаемые в государственный бюджет, достигали 65 % от получаемого дохода. Высокие налоги побуждали граждан страны, занимающихся активной экономической деятельностью, скрывать настоящие доходы от неё, в связи с чем возрастали экономические риски.
Имевшее место уменьшение поступления денежных средств в государственный бюджет привело к компенсационной эмиссии денег банковским регулятором. После роста зарплат работников торговли товарами массового потребления и повышения спроса на эти товары в годы Перестройки стала нарастать инфляция. Несмотря на то, что официальный курс доллара США к советскому рублю не повышался (1985 — 70 коп, 1990 — 60 коп.), из-за разницы экономических систем двух государств установленный курс не отражал реального соотношения стоимости валют, торги по которой шли на чёрном рынке.
Экономические реформы сопровождались резким сокращением производства промышленной и сельскохозяйственной продукции, уменьшением реальных доходов населения, вызывавшим социальное недовольство.
В связи с нарастающим товарным дефицитом во многих регионах некоторые продукты питания (мясо, масло, сахар, чай) стали отпускаться по талонам, а продажа непродовольственных товаров производилась только местным жителям, в связи с чем при покупке требовалось предъявление паспорта. Также организовывалась выездная торговля на предприятиях. При этом были случаи, когда промтоварные магазины были закрыты в течение нескольких дней для обычных покупателей, поскольку обслуживали только работников предприятий, которые поставляли продукцию в эти магазины (то есть собственных поставщиков).
В конце 1980-х и начале 1990-х гражданам СССР для покупки любых продуктов питания часто приходилось заглядывать в продовольственный магазин несколько раз в течение дня. Если в зале магазина появлялась очередь, то это означало, что скоро продавцы вывезут какой-то товар. Умелые хозяйки использовали детские смеси «Малютка» и «Малыш», которые еще были в продаже, для приготовления домашних сладостей: если дома был маргарин и ещё что-то (мёд, какао, орехи), то из этих смесей можно было приготовить торт, песочное печенье, трюфели, ириски, сладкие колбаски и многое другое. В 1990 году, после подписания соглашения о поставке в СССР замороженной курятины из США, так называемые «ножки Буша» стали важным продуктом питания советских граждан. В 1991 году США и Западная Европа активно помогали СССР поставками гуманитарной помощи (по линии Красного Креста, различных христианских организаций, бывало, что жители иностранных государств отправляли советским людям личные посылки с едой и промтоварами).
В конце 1980-х гг. волна забастовок охватила сначала шахты Кузбасса и Донецкого угольного бассейна, а затем и другие советские шахты; участниками забастовок выдвигались не только экономические, но и политические требования.
С целью стабилизации денежного обращения и изъятию доходов полученных незаконным путем в СССР в январе 1991 года под руководством главы Кабинета министров СССР Валентина Павлова была проведена денежная реформа. Реформа не достигла поставленной цели, но полностью подорвала доверие общества к правительству СССР.
По словам председателя Госбанка СССР Виктора Геращенко, физический объём розничного товарооборота в январе—сентябре 1991 года сократился на 12 % по сравнению с аналогичным периодом 1990 года.
Реформа В. С. Павлова была одним из последних антикризисных действий против ухудшения экономической обстановки со стороны союзных властей, которые утрачивали контроль за советской экономикой. Экономический спад конца 1980-х — начала 1990-х годов ускорил распад СССР в декабре 1991 года, проявления которого наблюдались с 1988 года.